# 神宮寺 (古河市)
神宮寺（じんぐうじ）は、茨城県古河市横山町（二丁目）にある真言宗豊山派の寺院。山号を真龍山、院号を心城院、寺号を神宮寺という。

## 歴史
当寺の縁起によれば、初代古河公方・足利成氏が帰依していた僧・良宥により、鎌倉に開かれたのち、文安3年（1446年）に成氏に従って古河に移転したとされている 。
鎌倉での創建は宝徳元年（1449年）とも考えられている。また、市内雀神社の本地仏である十一面観音が置かれており、かつては雀神社の別当寺でもあった。古河への移転当初は、のちの江戸時代に古河城・観音寺曲輪になる場所にあり、当時の雀神社と隣接していたと考えられるが、江戸時代初期、城が拡張された際に現在地に移された。 

## 文化財
- 木造十一面観音坐像： 座高47cm、寄木造、玉眼、彩色。構造と作風から室町時代の作と考えられる。茨城県指定文化財（彫刻）。[4]

## 交通
- 鉄道
  - 東日本旅客鉄道（JR東日本）宇都宮線古河駅西口から徒歩6分（約0.5 km）
  - 東武日光線新古河駅東口から徒歩28分（約2.3 km）